# Encebollado
Encebollado är en populär het soppa, ursprungligen från Ecuador. Soppan består vanligen främst av tonfisk, tomater, maniok, lök samt diverse olika kryddor. Från början innehöll encebollado mest saltad fisk, de övriga ingredienserna tillkom senare. Numera finns maträtten dock i stort sett i hela Sydamerika, förutom i Ecuador så är den populär i grannländerna Peru och Colombia. Encebolladon sägs ha uppkommit under 1700-talet. Det sägs att sjömannen Jorge Juan y Antonio de Ulloa vid ett tillfälle bjöd den ecuadorianska regeringen på encebollado.
Encebollado är vanligt förekommande på restauranger i Ecuador och en viktig ingrediens i det ecuadorianska köket. Den kan tillagas på många olika sätt och finns även som färdigmat.
Det finns flera olika varianter på encebollado, den vanligaste Pollo Encebollado innehåller kyckling istället för fisk. Även vegetariska varianter existerar.

## Ingredienser
- Tonfisk
- Tomater
- Lök
- Vitlök
- Maniok
- Fiskkött, vanligtvis från torsk
- Olivolja
- Koriander
- Rödlök (eller gul lök)
- Lime eller citronsaft
- Salt
- Persilja